# 복지겸
복지겸(卜智謙, ?~?)은 고려의 개국 공신(開國 功臣)이다. 복지겸은 면천 복씨(沔川卜氏)의 시조로, 초명은 복사귀(卜沙貴) 또는 복사괴(卜砂瑰)이다.

## 생애
태봉의 마군 장군으로 있다가 궁예가 민심을 잃자 이에 불만을 품고, 918년 배현경 등과 함께 궁예(弓裔)를 몰아내고 왕건을 추대하여 고려를 개창하고 개국공신 1등에 녹훈되었다.
왕건이 왕위에 오른 후, 환선길(桓宣吉)이 역모를 일으키려 하자, 이를 왕건에게 알려 죽이게 하였으며, 임춘길의 역모를 평정하는 데도 공을 세웠다. 이후 태조 왕건과 함께 많은 전투에 참여하며 활약했다.
994년(성종 13년) 태사(太師)에 추증되었다. 시호는 무공(武恭)이다.

## 가족 관계
- 장남 : 복문시(卜文視)
  - 손자 : 복보경(卜普卿)
- 차남 : 복영(卜榮)
- 사위 : 김상좌(金商佐) - 김유신 10대손
  - 외손 : 김호(金浩)
- 사위 : 정사맹(鄭師孟)
  - 외손 : 정유천(鄭遊天)
  - 외손 : 정보천(鄭普天)

## 지역
본관은 충청남도 당진군(현 당진시) 면천면이고, 묘역은 당진시 면천면에서 순성면으로 이어지는 지방도 제619호선 도로 곁에 있다.

## 복지겸이 등장하는 작품
- 《태조 왕건》(KBS, 2000년~2002년, 배우:길용우)
- 《제국의 아침》(KBS, 2002년~2003년, 배우:길용우)